# Kalijin mir
Kalijin mir je naziv za mirovni sporazum koji su 449. pr. Kr. sklopili Ahemenidsko Perzijsko Carstvo i starogrčki polisi na čelu s Atenom. Ovim mirom završeni su grčko-perzijski ratovi koji su neprekidno trajali točno pola stoljeća.

## Pozadina
Nakon bitke kod ciparske Salamine, povjesničar Tukidid više ne spominje sukobe s Perzijancima, odnosno govori kako su se Grci vratili kući. S druge strane, Diodor sa Sicilije tvrdi kako je nakon Salamine potpisan Kalijin mir; mirovni sporazum između grčkih polisa i Perzijskog Carstva. Pretpostavlja se kako je Diodor ovdje vjerojatno slijedio povijest prema Eforosu, na kojeg je pak utjecao povjesničar Izokrat.

## Dvojbe oko postojanja sporazuma

### Antički povjesničari
Čak i tijekom 4. stoljeća pr. Kr. postojanje mirovnog sporazuma bilo je kontroverzno; npr. dva povjesničara iz tog razdoblja (Kalisten i Teopomp) negirali su postojanje takvog dogovora:str. 280.. Postoji mogućnost kako su prethodno Atenjani pokušali pregovarati s Perzijancima. Plutarh spominje kako je nakon bitke kod Eurimedona perzijski kralj Artakserkso I. pristao na mirovni sporazum s grčkim polisima, te spominje Kaliju kao atenskog veleposlanika koji je vodio pregovore. Međutim, Plutarh priznaje kako je Kalisten negirao postojanje takvog sporazuma. Herodot također spominje kako je atensko izaslanstvo na čelu s Kalijom sudjelovalo na pregovorima s Artakserksom I. u perzijskom gradu Suzi. U grčkom izaslanstvu navodno su sudjelovali i predstavnici grada Arga. Ipak, antički izvori općenito ne slažu se je li postojao službeni mirovni sporazum, odnosno kada je dogovoren.

### Moderni povjesničari
Mišljenja modernih povjesničara također su podijeljena, npr. John V. A. Fine prihvaća ideju postojanja sporazuma, dok ga Raphael Sealey odbacuje:str. 281.. Tom Holland se slaže kako je postojala neka vrst političke komunikacije između Atene i Perzijskog Carstva, no ne slaže se kako se radi o službenom sporazumu. John V. A. Fine tvrdi kako Kalistenovo poricanje postojanja sporazuma nakon bitke kod Eurimedona ne isključuje mogućnost naknadnog potpisivanja sporazuma. Također, isti povjesničar tvrdi kako je Teopomp govorio o pregovorima Atene i Perzijskog carstva 423. pr. Kr., odnosno dva i pol desetljeća nakon Kalijinog mira. Postoji još jedan jaki argument za postojanje takvog sporazuma, a to je atensko povlačenje s Cipra 450. pr. Kr.

## Odredbe sporazuma
Prema povijesnim izvorima, neke od glavnih stavaka Kalijinog mira bile su::str. 280.
- Grčkim polisima na obali Male Azije odobrena je autonomija.
- Perzijski satrap (namjesnik) gubi ovlast nad obalom Egejskog mora.
- Zabranjuje se ulazak perzijskim brodovima u Egejsko more, odnosno atenskim brodovima u istočni Mediteran.
- Atena se obvezala kako više neće poticati pobune na perzijskim teritorijima poput Egipta, Libije i Cipra.

## Poveznice
- Grčko-perzijski ratovi
- Perzijsko Carstvo
- Artakserkso I.
- Stara Grčka
- Atena (polis)

## Vanjske poveznice
- Kalijin mir (enciklopedija Britannica)
- De Ste. Croix: „Pozadina Peloponeskog rata“ (The Origins of the Peloponnesian War), G.E.M., London, 1972.
- P.J Rhodes: „Povijest klasičnog svijeta“ (The History of the Classical World), 2005.